# اندیس هنزا
هنزا یک اندیس فلزی است که در حوالی شهر ساردوئیه استان کرمان قرار دارد و مادهٔ معدنی موجود در آن، پلی متال است.سنگ میزبان این اندیس گرانیت-گرانودیوریت است و دیرینگی آن به دوران ائوسن می‌رسد. در این اندیس، پاراژنز‌های ترکیبات سرب و روی و مولیبدن یافت می‌شوند.